# Monika Bobako
Monika Bobako (ur. 1973) – doktor habilitowana nauk humanistycznych, profesor na Uniwersytecie im. Adama Mickiewicza w Poznaniu, specjalizująca się w zagadnieniach z obszaru filozofii i antropologia polityczna i studiów kulturowych.

## Życiorys
Jest absolwentką filozofii na Uniwersytecie im. Adama Mickiewicza w Poznaniu (2000) oraz gender studies na Uniwersytecie Środkowoeuropejskim w Budapeszcie. W 2008 obroniła doktorat w Instytucie Filozofii UAM, a w 2019 uzyskała stopień doktora habilitowanego. Jest zatrudniona w Pracowni Pytań Granicznych Uniwersytetu im. Adama Mickiewicza w Poznaniu.
Zajmuje się tematami dotyczącymi władzy, nierówności społecznych, peryferyjności. W swoich pracach koncentrowała się na kwestiach rasy i rasizmu, w tym islamofobii i antysemityzmu, oraz na problemach świata postkolonialnego, szczególnie społeczeństw muzułmańskich. Zajmuje się także problematyką feministyczną.
W 2012 roku za projekt badań nad islamofobią otrzymała nagrodę finałową tygodnika Polityka dla młodych naukowców w dziedzinie filozofii. W 2018 roku jej książka Islamofobia jako technologia władzy. Studium z antropologii politycznej wyróżniona została nagrodą im. Jana Długosza oraz nominacją do nagrody im. Tadeusza Kotarbińskiego

## Publikacje
- Monika Bobako, Demokracja wobec różnicy. Multikulturalizm i feminizm w perspektywie polityki uznania, Poznań: Wydawnictwo Poznańskie, 2010, ISBN 978-83-7177-778-3. Brak numerów stron w książce
- Monika Bobako, Islamofobia jako technologia władzy. Studium z antropologii politycznej, Seria Horyzonty Nowoczesności, Kraków: Universitas, 2017, ISBN 97883-242-3154-6. Brak numerów stron w książce; (fragment).